# 申基兴
申基兴是德国石勒苏益格－荷尔斯泰因州的一个市镇。总面积15.95平方公里，总人口6229人，其中男性3018人，女性3211人（2011年12月31日），人口密度391人/平方公里。